# Coppa Europa di sci alpino 2022
La Coppa Europa di sci alpino 2022 è stata la cinquantunesima edizione della manifestazione organizzata dalla Federazione Internazionale Sci.
La stagione maschile è iniziata il 29 novembre 2021 a Zinal, in Svizzera, e si è conclusa il 16 marzo 2022 a Soldeu, in Andorra; sono state disputate 32 delle 36 gare in programma (8 discese libere, 7 supergiganti, 8 slalom giganti e 9 slalom speciali), in 14 diverse località. L'italiano Giovanni Franzoni si è aggiudicato sia la classifica generale, sia quella di supergigante; lo svizzero Ralph Weber ha vinto la classifica di discesa libera, l'andorrano Joan Verdú quella di slalom gigante e il norvegese Alexander Steen Olsen quella di slalom speciale. L'austriaco Maximilian Lahnsteiner era il detentore uscente della Coppa generale.
La stagione femminile è iniziata il 29 novembre 2021 a Mayrhofen, in Austria, e si è conclusa il 20 marzo 2022 a Soldeu, in Andorra; state disputate 31 delle 38 gare in programma (8 discese libere, 4 supergiganti, 9 slalom giganti e 10 slalom speciali), in 16 diverse località. L'austriaca Franziska Gritsch si è aggiudicata la classifica generale; la svizzera Juliana Suter ha vinto la classifica di discesa libera, l'austriaca Christina Ager quella di supergigante, le svizzere Simone Wild a Aline Danioth rispettivamente quella di slalom gigante e di slalom speciale. La norvegese Marte Monsen era la detentrice uscente della Coppa generale.
In seguito all'invasione dell'Ucraina, dal 1º marzo gli atleti russi e bielorussi sono stati esclusi dalle competizioni.

## Uomini

### Risultati
| Data             | Località                | Nazione  | Spec. | Primo                    | Secondo                         | Terzo                              |
| ---------------- | ----------------------- | -------- | ----- | ------------------------ | ------------------------------- | ---------------------------------- |
| 29 novembre 2021 | Zinal                   | Svizzera | SG    | Matteo Franzoso          | Lukas Feurstein                 | Markus Nordgård Fossland           |
| 30 novembre 2021 | Zinal                   | Svizzera | SG    | Giovanni Franzoni        | Cyprien Sarrazin                | Florian Loriot                     |
| 2 dicembre 2021  | Zinal                   | Svizzera | GS    | Brian McLaughlin         | Maarten Meiners                 | Lukas Feurstein                    |
| 3 dicembre 2021  | Zinal                   | Svizzera | GS    | Cédric Noger             | Giovanni Franzoni Sam Maes      |                                    |
| 11 dicembre 2021 | Santa Caterina Valfurva | Italia   | DH    | Yannick Chabloz          | Marco Pfiffner                  | Ralph Weber                        |
| 12 dicembre 2021 | Santa Caterina Valfurva | Italia   | DH    | Josua Mettler            | Marco Pfiffner Ralph Weber      |                                    |
| 13 dicembre 2021 | Santa Caterina Valfurva | Italia   | SG    | Ralph Weber              | Giovanni Franzoni               | Christoph Krenn                    |
| 15 dicembre 2021 | Obereggen               | Italia   | SL    | Alexander Steen Olsen    | Anton Tremmel                   | Victor Muffat Jeandet Albert Popov |
| 16 dicembre 2021 | Val di Fassa            | Italia   | SL    | Clément Noël             | Alexander Steen Olsen           | Jett Seymour                       |
| 19 dicembre 2021 | Glungezer               | Austria  | GS    | Joan Verdú               | Samu Torsti                     | Kryštof Krýzl                      |
| 20 dicembre 2021 | Glungezer               | Austria  | GS    | Joan Verdú               | Samu Torsti                     | Loévan Parand                      |
| 7 gennaio 2022   | Berchtesgaden           | Germania | SL    | Joshua Sturm             | Billy Major                     | Noel von Grünigen                  |
| 8 gennaio 2022   | Berchtesgaden           | Germania | SL    | Billy Major              | Fabian Himmelsbach              | Joel Lütolf                        |
| 13 gennaio 2022  | Tarvisio                | Italia   | DH    | Lars Rösti               | Christoph Krenn                 | Ralph Weber                        |
| 14 gennaio 2022  | Tarvisio                | Italia   | DH    | Lars Rösti               | Adur Etxezarreta Nicolò Molteni |                                    |
| 20 gennaio 2022  | Vaujany                 | Francia  | SL    | Fabian Himmelsbach       | Paco Rassat                     | Joaquim Salarich                   |
| 21 gennaio 2022  | Vaujany                 | Francia  | SL    | Fadri Janutin            | Paco Rassat                     | Reto Mächler                       |
| 25 gennaio 2022  | Saalbach-Hinterglemm    | Austria  | DH    | James Crawford           | Yannick Chabloz                 | Jeffrey Read                       |
| 26 gennaio 2022  | Saalbach-Hinterglemm    | Austria  | DH    | Jeffrey Read             | Urs Kryenbühl                   | Cameron Alexander                  |
| 27 gennaio 2022  | Saalbach-Hinterglemm    | Austria  | SG    | Giovanni Franzoni        | Nicolò Molteni                  | Julian Schütter                    |
| 2 febbraio 2022  | Garmisch-Partenkirchen  | Germania | SG    | annullata                | annullata                       | annullata                          |
| 3 febbraio 2022  | Reiteralm               | Austria  | GS    | annullata                | annullata                       | annullata                          |
| 4 febbraio 2022  | Reiteralm               | Austria  | GS    | Joan Verdú               | Loévan Parand                   | Thomas Lardon                      |
| 9 febbraio 2022  | Kvitfjell               | Norvegia | DH    | Ralph Weber              | Olle Sundin                     | Guglielmo Bosca                    |
| 10 febbraio 2022 | Kvitfjell               | Norvegia | DH    | Cameron Alexander        | Josua Mettler                   | Jeffrey Read                       |
| 11 febbraio 2022 | Kvitfjell               | Norvegia | SG    | Stefan Babinsky          | Cameron Alexander               | Daniel Danklmaier                  |
| 14 febbraio 2022 | Oppdal                  | Norvegia | SG    | Markus Nordgård Fossland | Daniel Danklmaier               | Stefan Babinsky                    |
| 15 febbraio 2022 | Oppdal                  | Norvegia | SG    | Giovanni Franzoni        | Lukas Feurstein                 | Otmar Striedinger                  |
| 18 febbraio 2022 | Oppdal                  | Norvegia | GS    | Joan Verdú               | Livio Simonet                   | Lukas Feurstein                    |
| 19 febbraio 2022 | Oppdal                  | Norvegia | GS    | Fadri Janutin            | Filippo Della Vite              | Anton Grammel                      |
| 22 febbraio 2022 | Almåsa                  | Svezia   | SL    | Noel von Grünigen        | Fadri Janutin                   | Joaquim Salarich                   |
| 23 febbraio 2022 | Almåsa                  | Svezia   | SL    | Steven Amiez             | Alexander Steen Olsen           | Tanguy Nef                         |
| 15 marzo 2022    | Soldeu                  | Andorra  | SL    | Alexander Steen Olsen    | Joaquim Salarich                | Joshua Sturm                       |
| 16 marzo 2022    | Soldeu                  | Andorra  | GS    | Sam Maes                 | Fadri Janutin                   | Joan Verdú                         |
| 18 marzo 2022    | El Tarter               | Andorra  | SG    | annullata                | annullata                       | annullata                          |
| 20 marzo 2022    | El Tarter               | Andorra  | DH    | annullata                | annullata                       | annullata                          |

Legenda:

DH = discesa libera

SG = supergigante

GS = slalom gigante

SL = slalom speciale

### Classifiche

#### Generale
| Pos. | Nome                  | Nazione       | Punti |
| ---- | --------------------- | ------------- | ----- |
| 1    | Giovanni Franzoni     | Italia        | 709   |
| 2    | Fadri Janutin         | Svizzera      | 652   |
| 3    | Ralph Weber           | Svizzera      | 555   |
| 4    | Christoph Krenn       | Austria       | 535   |
| 4    | Josua Mettler         | Svizzera      | 535   |
| 6    | Alexander Steen Olsen | Norvegia      | 510   |
| 7    | Joan Verdú            | Andorra       | 491   |
| 8    | Lukas Feurstein       | Austria       | 376   |
| 9    | Marco Pfiffner        | Liechtenstein | 362   |
| 10   | Lars Rösti            | Svizzera      | 360   |

#### Discesa libera
| Pos. | Nome              | Nazione       | Punti |
| ---- | ----------------- | ------------- | ----- |
| 1    | Ralph Weber       | Svizzera      | 419   |
| 2    | Lars Rösti        | Svizzera      | 353   |
| 3    | Marco Pfiffner    | Liechtenstein | 293   |
| 4    | Josua Mettler     | Svizzera      | 268   |
| 5    | Cameron Alexander | Canada        | 255   |

#### Supergigante
| Pos. | Nome                     | Nazione  | Punti |
| ---- | ------------------------ | -------- | ----- |
| 1    | Giovanni Franzoni        | Italia   | 453   |
| 2    | Christoph Krenn          | Austria  | 292   |
| 3    | Lukas Feurstein          | Austria  | 262   |
| 4    | Markus Nordgård Fossland | Norvegia | 257   |
| 5    | Andreas Ploier           | Austria  | 232   |

#### Slalom gigante
| Pos. | Nome              | Nazione  | Punti |
| ---- | ----------------- | -------- | ----- |
| 1    | Joan Verdú        | Andorra  | 484   |
| 2    | Fadri Janutin     | Svizzera | 324   |
| 3    | Loévan Parand     | Francia  | 253   |
| 4    | Giovanni Franzoni | Italia   | 236   |
| 5    | Livio Simonet     | Svizzera | 206   |

#### Slalom speciale
| Pos. | Nome                  | Nazione  | Punti |
| ---- | --------------------- | -------- | ----- |
| 1    | Alexander Steen Olsen | Norvegia | 360   |
| 2    | Noel von Grünigen     | Svizzera | 354   |
| 3    | Fabian Himmelsbach    | Germania | 340   |
| 4    | Fadri Janutin         | Svizzera | 328   |
| 5    | Paco Rassat           | Francia  | 321   |

## Donne

### Risultati
| Data             | Località               | Nazione  | Spec. | Prima                   | Seconda                        | Terza                      |
| ---------------- | ---------------------- | -------- | ----- | ----------------------- | ------------------------------ | -------------------------- |
| 29 novembre 2021 | Mayrhofen              | Austria  | GS    | Charlotte Lingg         | Franziska Gritsch              | Lorina Zelger              |
| 30 novembre 2021 | Mayrhofen              | Austria  | GS    | annullata               | annullata                      | annullata                  |
| 2 dicembre 2021  | Pass Thurn             | Austria  | SL    | Emma Aicher             | Elena Stoffel                  | Franziska Gritsch          |
| 3 dicembre 2021  | Pass Thurn             | Austria  | SL    | Emma Aicher             | Elsa Håkansson-Fermbäck        | Jessica Hilzinger          |
| 2 dicembre 2021  | Kvitfjell              | Norvegia | SG    | annullata               | annullata                      | annullata                  |
| 3 dicembre 2021  | Kvitfjell              | Norvegia | SG    | annullata               | annullata                      | annullata                  |
| 9 dicembre 2021  | Zinal                  | Svizzera | SG    | Christina Ager          | Estelle Alphand                | Elisabeth Reisinger        |
| 9 dicembre 2021  | Zinal                  | Svizzera | SG    | Elisabeth Reisinger     | Jasmina Suter                  | Christina Ager             |
| 11 dicembre 2021 | Andalo                 | Italia   | GS    | Zrinka Ljutić           | Camille Rast                   | Magdalena Łuczak           |
| 12 dicembre 2021 | Andalo                 | Italia   | GS    | Camille Rast            | Selina Egloff                  | Hilma Lövblom              |
| 15 dicembre 2021 | Valle Aurina           | Italia   | SL    | Elsa Håkansson-Fermbäck | Leona Popović                  | Chiara Mair                |
| 16 dicembre 2021 | Valle Aurina           | Italia   | SL    | Chiara Mair             | Katharina Gallhuber            | Elsa Håkansson-Fermbäck    |
| 19 dicembre 2021 | Val di Fassa           | Italia   | DH    | Emily Schöpf            | Juliana Suter                  | Katrin Hirtl-Stanggaßinger |
| 21 dicembre 2021 | Val di Fassa           | Italia   | DH    | Juliana Suter           | Christina Ager                 | Janine Schmitt             |
| 13 gennaio 2022  | Orcières               | Francia  | DH    | Juliana Suter           | Alice Robinson                 | Monica Zanoner             |
| 14 gennaio 2022  | Orcières               | Francia  | DH    | Juliana Suter           | Alice Robinson                 | Esther Paslier             |
| 15 gennaio 2022  | Orcières               | Francia  | GS    | Coralie Frasse Sombet   | Elisa Mörzinger                | Vivianne Härri             |
| 16 gennaio 2022  | Orcières               | Francia  | GS    | Simone Wild             | Coralie Frasse Sombet          | Nina Astner                |
| 19 gennaio 2022  | Meiringen/Hasliberg    | Svizzera | SL    | Aline Danioth           | Vera Tschurtschenthaler        | Selina Egloff              |
| 20 gennaio 2022  | Meiringen/Hasliberg    | Svizzera | SL    | Aline Danioth           | Rosa Pohjolainen               | Lara Della Mea             |
| 26 gennaio 2022  | Sankt Anton am Arlberg | Austria  | DH    | Esther Paslier          | Juliana Suter                  | Livia Rossi                |
| 27 gennaio 2022  | Sankt Anton am Arlberg | Austria  | DH    | Elena Dolmen            | Magdalena Egger                | Lena Wechner               |
| 31 gennaio 2022  | Zell am See            | Svizzera | SL    | Aline Danioth           | Chiara Mair                    | Elena Stoffel              |
| 1º febbraio 2022 | Zell am See            | Svizzera | SL    | annullata               | annullata                      | annullata                  |
| 3 febbraio 2022  | Sarentino              | Italia   | SG    | Franziska Gritsch       | Juliana Suter                  | Vanessa Nußbaumer          |
| 4 febbraio 2022  | Sarentino              | Italia   | SG    | Franziska Gritsch       | Christina Ager                 | Karoline Pichler           |
| 10 febbraio 2022 | Kopaonik               | Serbia   | GS    | Elisa Mörzinger         | Simone Wild                    | Jonna Luthman              |
| 12 febbraio 2022 | Kopaonik               | Serbia   | GS    | annullata               | annullata                      | annullata                  |
| 12 febbraio 2022 | Maribor                | Slovenia | GS    | Franziska Gritsch       | Neja Dvornik                   | Simone Wild                |
| 13 febbraio 2022 | Maribor                | Slovenia | GS    | Lisa Nyberg             | Vivianne Härri Elisa Mörzinger |                            |
| 19 febbraio 2022 | Crans-Montana          | Svizzera | DH    | Franziska Gritsch       | Inni Holm Wembstad             | Delia Durrer               |
| 20 febbraio 2022 | Crans-Montana          | Svizzera | DH    | Inni Holm Wembstad      | Jonna Luthman                  | Delia Durrer               |
| 24 febbraio 2022 | Bad Wiessee            | Germania | SL    | Franziska Gritsch       | Elsa Håkansson-Fermbäck        | Aline Danioth              |
| 25 febbraio 2022 | Bad Wiessee            | Germania | SL    | Franziska Gritsch       | Aline Danioth                  | Elsa Håkansson-Fermbäck    |
| 16 marzo 2022    | El Tarter              | Andorra  | DH    | annullata               | annullata                      | annullata                  |
| 17 marzo 2022    | El Tarter              | Andorra  | SG    | annullata               | annullata                      | annullata                  |
| 19 marzo 2022    | Soldeu                 | Andorra  | GS    | Simone Wild             | Jasmina Suter                  | Vivianne Härri             |
| 20 marzo 2022    | Soldeu                 | Andorra  | SL    | Aline Danioth           | Franziska Gritsch              | Lara Della Mea             |

Legenda:

DH = discesa libera

SG = supergigante

GS = slalom gigante

SL = slalom speciale

### Classifiche

#### Generale
| Pos. | Nome                    | Nazione  | Punti |
| ---- | ----------------------- | -------- | ----- |
| 1    | Franziska Gritsch       | Austria  | 1069  |
| 2    | Christina Ager          | Austria  | 540   |
| 2    | Aline Danioth           | Svizzera | 540   |
| 4    | Juliana Suter           | Svizzera | 511   |
| 5    | Elsa Håkansson-Fermbäck | Svezia   | 454   |
| 6    | Simone Wild             | Svizzera | 435   |
| 7    | Jasmina Suter           | Svizzera | 412   |
| 8    | Lara Della Mea          | Italia   | 410   |
| 9    | Jonna Luthman           | Svezia   | 403   |
| 10   | Esther Paslier          | Francia  | 397   |

#### Discesa libera
| Pos. | Nome               | Nazione  | Punti |
| ---- | ------------------ | -------- | ----- |
| 1    | Juliana Suter      | Svizzera | 505   |
| 2    | Inni Holm Wembstad | Norvegia | 337   |
| 3    | Delia Durrer       | Svizzera | 334   |
| 4    | Emily Schöpf       | Austria  | 330   |
| 5    | Christina Ager     | Austria  | 295   |
| 5    | Lena Wechner       | Austria  | 295   |

#### Supergigante
| Pos. | Nome                | Nazione  | Punti |
| ---- | ------------------- | -------- | ----- |
| 1    | Christina Ager      | Austria  | 245   |
| 2    | Elisabeth Reisinger | Austria  | 210   |
| 3    | Franziska Gritsch   | Austria  | 200   |
| 4    | Jasmina Suter       | Svizzera | 186   |
| 5    | Vanessa Nußbaumer   | Austria  | 162   |

#### Slalom gigante
| Pos. | Nome              | Nazione  | Punti |
| ---- | ----------------- | -------- | ----- |
| 1    | Simone Wild       | Svizzera | 435   |
| 2    | Vivianne Härri    | Svizzera | 375   |
| 3    | Nina Astner       | Austria  | 306   |
| 4    | Elisa Mörzinger   | Austria  | 305   |
| 5    | Franziska Gritsch | Austria  | 256   |

#### Slalom speciale
| Pos. | Nome                    | Nazione  | Punti |
| ---- | ----------------------- | -------- | ----- |
| 1    | Aline Danioth           | Svizzera | 540   |
| 2    | Franziska Gritsch       | Austria  | 488   |
| 3    | Elsa Håkansson-Fermbäck | Svezia   | 454   |
| 4    | Lara Della Mea          | Italia   | 409   |
| 5    | Elena Stoffel           | Svizzera | 341   |